# Ludwików (Ostrowiec Świętokrzyski)
Ludwików – osiedle samorządowe Ostrowca Świętokrzyskiego położone w jego południowo-wschodniej części. Obejmuje obszar wsi Ostrówek i osady Ludwików przyłączonych do Ostrowca w 1924 oraz osady Zygmuntówka włączonej w granice miasta w 1954.

## Położenie

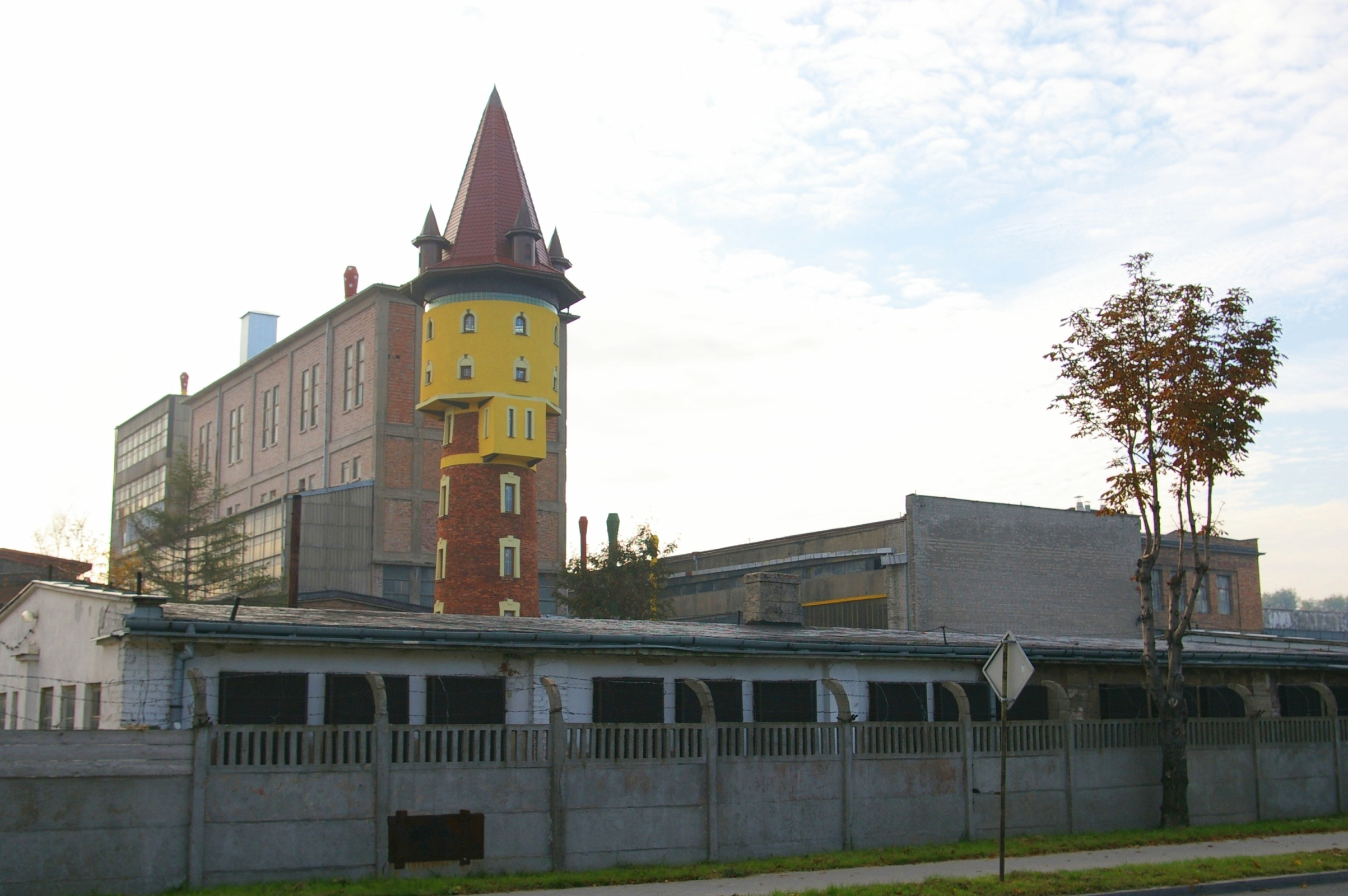
Dawna cegielnia Klepackiego

Ludwików położony jest na prawym brzegu Kamiennej. Osiedle ulokowane jest w większej części w dolinie rzeki, z wyjątkiem części południowej, która znajduje się na Wyżynie Opatowskiej. Od północy rzeka oddziela je od osiedli Denków i Kamienna. Od zachodu Ludwików sąsiaduje z Osiedlem Hutniczym. Część granicy między tymi osiedlami przebiega na linii Szewnianki – dopływu Kamiennej. Z pozostałych stron osiedle otaczają sołectwa gminy Bodzechów: od wschodu Denkówek, od południa Jędrzejów i Miłków, a od południowego zachodu Szewna.
Przez osiedle przebiegają dwa ważniejsze szlaki komunikacyjne: droga krajowa nr 9 z Radomia do Rzeszowa (ulice: Sandomierska i Opatowska) oraz droga wojewódzka nr 755 do Ożarowa (Sandomierska i Zygmuntówka). Ludwików leży na trasie  czerwonego szlaku rowerowego im. Mieczysława Radwana.

## Zasięg terytorialny
Osiedle obejmuje następujące ulice: Bławatna, Jasna, Modra, Mostowa (parzyste numery 34-120 i nieparzyste 49-79), Niska, Opatowska, Partyzantów, Poniatowskiego (nieparzyste 9-57 i parzyste 12-60), Różana, Sandomierska (nieparzyste 7-121 i parzyste 12-122), Stalowa, Śliska, Wąwozy, Wiejska, Winnica, Zygmuntówka i Żytnia.

## Historia
Osada Ludwików powstała pod koniec XIX w. na tzw. Łąkach, po wybudowaniu w tym rejonie cegielni Władysława Klepackiego. Nazwa osiedla pochodzi od imienia Ludwika Rybińskiego – pierwszego stałego mieszkańca.
W 1906 żona właściciela fabryki, Maria Klepacka, założyła koło Polskiej Macierzy Szkolnej. W Ludwikowie powstała jednoklasowa szkoła dla dzieci z sąsiedztwa. W grudniu 1907 koło PMS zostało zlikwidowane, a szkole zabroniono działalności. Do 1911 działała ona jako placówka prywatna.
W 1907 osada miała 28 domów oraz 389 mieszkańców.
W 1924 Ludwików przyłączono do Ostrowca. W 1954 do miasta włączona została osada Zygmuntówka, która powstała na wschód od cegielni, na początku XX w. Jej nazwa pochodzi od mieszkańca Zygmunta Kosteckiego.

## Historyczne obiekty
- Cegielnia Klepackiego – znajduje się pomiędzy ulicami Opatowską i Zygmuntówką. Zakład założył w 1893 inż. Władysław Klepacki, wcześniej zawiadowca na stacji kolejowej w Ostrowcu. W 1902 cegielnia zatrudniała 50 pracowników, w 1931 już 312. W 1927 wylew Szewnianki spowodował znaczne straty w zakładzie. Urządzenia cegielni zostały zalane, co spowodowało z kolei pożar. W 1935 roczna zdolność produkcyjna zakładu wyniosła 18 tys. ton. W 1939 w jednym miesiącu produkowano po 950 ton materiałów. Właścicielami zakładów przez cały okres dwudziestolecia międzywojennego byli Wincenty Klepacki i Zofia Bujalska. W 1949 zakład upaństwowiono i połączono z cegielnią Jadwigów. Powstały wówczas Ostrowieckie Zakłady Materiałów Ogniotrwałych (OZMO)[2].

- Dawny cmentarz wojenny – z czasów I wojny światowej. Znajdował się na Winnicy. Spoczywało tutaj 36 żołnierzy rosyjskich, 32 austro-węgierskich i 14 niemieckich. Na ogrodzonym kamiennym murem cmentarzu znajdowało się 25 mogił z drewnianymi krzyżami. W 1939 Niemcy przenieśli mogiły na cmentarz rzymskokatolicki przy ulicy Denkowskiej w Śródmieściu[2].

- Elewatory zbożowe – przy ulicy Sandomierskiej. Powstały w 1930. Mieścił się tu magazyn i suszarnia zboża. W 1933 w budynku przechowywano 12.356 ton zboża. W czasie okupacji niemieckiej gromadzono tu zboże kontygentowe z powiatu opatowskiego[2].

- Opatowsko-Sandomierska Spółka Rolna – jej zabudowania znajdowały się przy ulicy Sandomierskiej 67. Utworzona w 1921, prowadziła handel maszynami rolniczymi i innymi artykułami wykorzystywanymi w rolnictwie. Posiadała 5 oddziałów. Jej prezesem w 1936 był Jan Konarski. Obecnie w budynku funkcjonuje spółka Ampol[2].

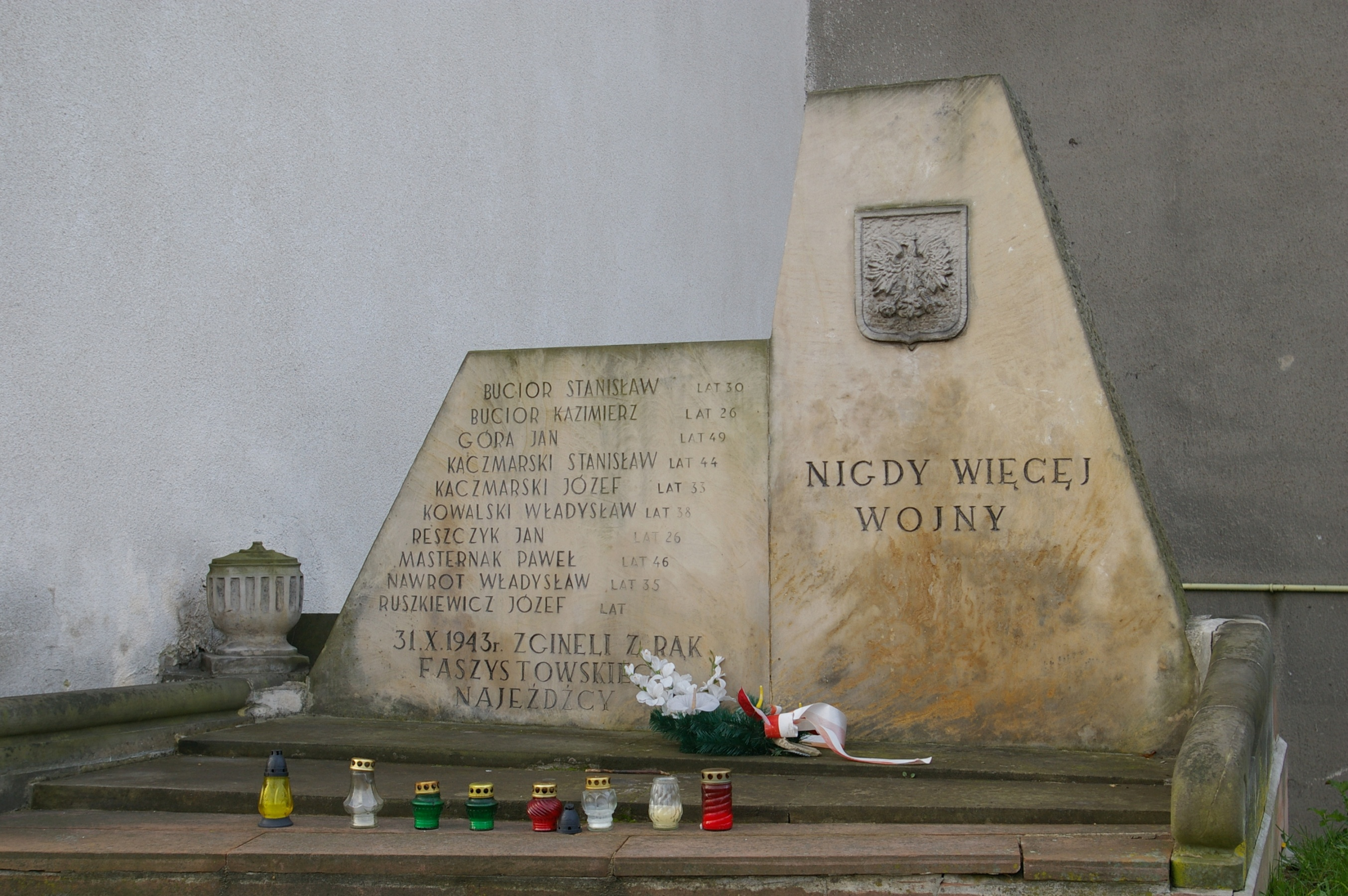
Pomnik na miejscu straceń

- Pomnik na miejscu straceń – przy ulicy Sandomierskiej. 31 października 1943 Niemcy rozstrzelali w tym miejscu 9 mieszkańców Ostrowca: Stanisława Buciora, Kazimierza Buciora, Jana Górę, Józefa Kaczmarskiego, Władysława Kowalskiego, Jana Reszczyka, Pawła Masternaka, Władysława Nawrota i Józefa Ruszkiewicza. Na miejscu kaźni znajduje się pomnik zaprojektowany przez Tadeusza Rekwirowicza i wykonany w 1960. Jest zwrócony frontem w kierunku ulicy Sandomierskiej. Na pomniku znajduje się urna oraz dwie płyty z piaskowca. Na jednej z nich umieszczona jest płaskorzeźba białego orła oraz napis Nigdy więcej wojny[2].

- Szkoła podstawowa nr 3 im. Bolesława Chrobrego – początkowo mieściła się w drewnianych zabudowaniach przy ulicy Sandomierskiej. Nowy budynek szkoły powstał w latach 1935–1939 przy ulicy Niskiej. W czasie okupacji Niemcy zajęli gmach z przeznaczeniem na magazyny zbożowe oraz pomieszczenia obsługi artylerii przeciwlotniczej. Po wojnie budynek rozbudowano. Powstała wówczas m.in. sala gimnastyczna[2].